# Chlorophorus circularis
Chlorophorus circularis är en skalbaggsart som beskrevs av Holzschuh 2003. Chlorophorus circularis ingår i släktet Chlorophorus och familjen långhorningar. Inga underarter finns listade i Catalogue of Life.